# Ciprian Olinici
Ciprian Olinici (n. 5 august 1982, Rădăuți) este un jurnalist, psiholog și teolog român - în prezent Secretar de Stat pentru Culte al Guvernului României, numit în funcție în anul 2023.

### BIOGRAFIE
În 2006 obține licența în Teologie la Facultatea de Teologie Ortodoxă, Universitatea „Alexandru Ioan Cuza” din Iași. În 2012 obține o diplomă de master în Teologie Practică și Pastoral-Misionară la Facultatea de Teologie Ortodoxă, Universitatea „Alexandru Ioan Cuza” din Iași. În 2019 devine doctor în Teologie al Universității „Alexandru Ioan Cuza” din Iași cu teza Comunicarea non-verbală în spațiul liturgic ortodox. Icoană - imagine, mesaj, misiune. Urmează cursurile Facultății de Psihologie, Universitatea Titu Maiorescu din București, în perioada 2017-2020, devenind licențiat în Psihologie. În 2020 obține diploma de master în Psihoterapii Cognitiv - Comportamentale, Facultatea de Psihologie, Universitatea Titu Maiorescu din București.
Și-a început cariera ca jurnalist în 2004, la Radio TRINITAS Iași. A ocupat funcții de conducere în cadrul aceleiași instituții, începând cu anul 2006 (redactor-șef, director de programe, director general). În anul 2013 a primit diploma de excelență CNA pentru programele culturale ale radioului TRINITAS.
Din anul 2015 este director general al televiziunii TRINITAS TV. De numele lui se leagă parteneriate cu instituții precum Academia Română, Ministerul Culturii, Institutul Cultural Român, precum și preluarea în premieră a Festivalului Enescu de către o altă televiziune decât TVR (2019).
A coordonat mai multe proiecte dedicate românilor din Diaspora, în colaborare cu Departamentul pentru românii de pretutindeni, precum și numeroase proiecte sociale.

În prezent este lector asociat la Universitatea București, Facultatea de Teologie Ortodoxă. Totodată este membru în Consiliul științific al Muzeului Național al Satului „Dimitrie Gusti”.
1. ↑  Roman, Mihai (1 august 2023). „Ciprian Olinici, noul secretar de stat pentru Culte, a cerut iertare în numele instituției pentru abuzurile la care a fost supusă Biserica Greco-Catolică în comunism”. G4Media.ro. Accesat în 26 iunie 2025.
2. ↑  „Ultima ora local: Rădăuțeanul Ciprian Olinici a preluat oficial funcția de Secretar de Stat pentru Culte » Monitorul de Suceva - luni, 26 iunie 2023”. Monitorul de Suceava. 26 iunie 2023. Accesat în 26 iunie 2025.
3. ↑  TV, TRINITAS (23 iunie 2023). „Ciprian Olinici, noul secretar de stat pentru culte”. TRINITAS TV. Accesat în 26 iunie 2025.